# 15 días contigo
Pour plus de détails, voir Fiche technique et Distribution.
15 días contigo est un film espagnol réalisé par Jesús Ponce, sorti en 2005.

## Synopsis
Une femme qui vient de sortir de prison tombe amoureuse d'un junkie.

## Fiche technique
- Titre : 15 días contigo
- Réalisation : Jesús Ponce
- Scénario : Jesús Ponce
- Musique : Víctor Reyes
- Photographie : Daniel Sosa Segura
- Montage : Fernando Franco
- Production : Álvaro Alonso, Fernando de Garcillán, Juanjo Landa (producteurs délégués), Maruca Carmona (producteur exécutif)
- Société de production : Bailando en la Luna, Bainet Zinema et Jaleo Films
- Pays :  Espagne
- Genre : Comédie dramatique et romance
- Durée : 94 minutes
- Dates de sortie : 
  -  Espagne : 22 avril 2005

## Distribution
- Isabel Ampudia : Isabel
- Sebastián Haro : Rufo
- José María Peña : Camarero
- Manuel José Chaves : Lolo
- Lola Marmolejo : Lola
- Pepa Díaz Meco : Monja
- Joan Dalmau : le réceptionniste de l'hôtel
- Mercedes Hoyos : Manuela

## Distinctions
Le film a été nommé au prix Goya du meilleur espoir féminin.